# Anthony Head
Anthony Stewart Head (* 20. února 1954 Londýn) je anglický herec a hudebník.
Svoji první roli dostal v muzikálu Godspell, v televizi debutoval v roce 1978 v seriálu Enemy at the Door. V průběhu 80. let hrál v různých britských seriálech, v 90. letech se prosadil i v americké produkci. Působil např. ve sci-fi seriálu VR.5 (1995) a především v letech 1997–2003 v seriálu Buffy, přemožitelka upírů, kde ztvárnil postavu Ruperta Gilese. Po návratu do Británie účinkoval např. v seriálech Druhá míza či Monarch of the Glen, hostoval v Pánovi času a hrál v seriálech Malá Velká Británie (2007–2009) a Merlin (2008–2012). V roce 2013 se objevil v americké sci-fi show Skladiště 13, v letech 2014–2015 působil v seriálu Dominion a roku 2016 si zahrál se svou dcerou Daisy v seriálu Guilt. Dále hrál např. ve filmech Sólokapr (2006), Železná lady (2011) či Percy Jackson: Moře nestvůr (2013).
Na začátku 80. let zpíval se skupinou Red Box, v roce 2002 vydal ve spolupráci s Georgem Sarahem album Music for Elevators.
Má dvě dcery, Emily a Daisy, obě herečky. Jeho bratrem je hudebník Murray Head.